# 塘栖枇杷
塘栖枇杷是杭州市余杭区的一种特产。余杭区塘栖周边的塘南、东塘、詹家桥、洪镇等乡镇资源丰富。余杭是中国著名的三大枇杷产区之一。历史悠久，在唐代成为贡品。早熟，富含维生素。品种有20多个，大致可分为白沙、红种、草种三大类。白沙，皮黄肉白，分为软条和硬条。软条果形稍长，皮薄，肉厚白，汁多味甜。是枇杷的瑰宝。硬条白沙因其坚硬的树枝而得名。红种，皮和肉都是橙色的，以“大红袍”最为著名。果实大，果肉厚，甜味多，酸味少，产量高，耐贮运。是塘栖枇杷的优良品种，草种虽小，但果实甘甜可口。